# Ван-ду-Паранан (мікрорегіон)
Ван-ду-Паранан (порт. Microrregião do Vão do Paranã) — мікрорегіон в Бразилії, входить в штат Гояс. Складова частина мезорегіону Схід штату Гояс. Населення становить 96 646 чоловік на 2006 рік. Займає площу 17 388,823 км². Густота населення — 5,56 чол./км².

## Склад мікрорегіону
До складу мікрорегіону включені наступні муніципалітети:
1. Алворада-ду-Норті
2. Бурітінополіс
3. Даміанополіс
4. Дівінополіс-ді-Гояс
5. Флоріс-ді-Гояс
6. Гуарані-ді-Гояс
7. Іасіара
8. Мамбаї
9. Посі
10. Сімоландія
11. Сан-Домінгус
12. Сітіу-д'Абадія

| Бразилія | Це незавершена стаття з географії Бразилії. Ви можете допомогти проєкту, виправивши або дописавши її. |